# Cole Krueger
Cole William Isaac Krueger (Pittsburgh, 22 agosto 1991) è un pattinatore di short track statunitense naturalizzato ungherese.

## Biografia
È nato a Pittsburgh negli Stati Uniti e nella vita ha vissuto in diversi paesi del mondo, tra cui i Paesi Bassi, l'Ungheria e la Corea del Sud. 
Il padre è allenatore di pattinaggio artistico. Suo fratello più piccolo, John-Henry Krueger, ha gareggiato a livello internazionale per gli Stati Uniti d'America nello short track vincendo l'argento olimpico, e come lui è passato a rappresentare l'Ungheria.
Ha iniziato gareggiare per gli Stati Uniti ai mondiali junior del 2010. È stato allenato da Jae Su Chun.
Ha ottenuto la cittadinanza ungherese nel maggio 2017 ed ha iniziato a concorrere per la nazionale magiara.
Per l'Ungheria ha guadagnato il bronzo agli europei di Dresda 2018, gareggiando con Viktor Knoch, Csaba Burján, Sándor Liu Shaolin, Shaoang Liu, senza partecipare alla finale.
L'anno successivo agli europei di Dordrecht 2019 ha vinto l'oro nella staffetta 5000 metri, con Csaba Burján i fratelli Shaoang Liu, Sándor Liu Shaolin.
Ai mondiali di Sofia 2019 ha ottenuto il bronzo nella staffetta 5000 metri con Alex Varnyú, Shaolin Sándor Liu e Csaba Burján.

## Palmarès

### Per l'Ungheria
- Mondiali

Sofia 2019: bronzo nella staffetta 5000 m;
- Europei

Dresda 2018: bronzo nella staffetta 5000 m;
Dordrecht 2019: oro nella staffetta 5000 m;